# Accident minier de Lengede (Basse Saxe)

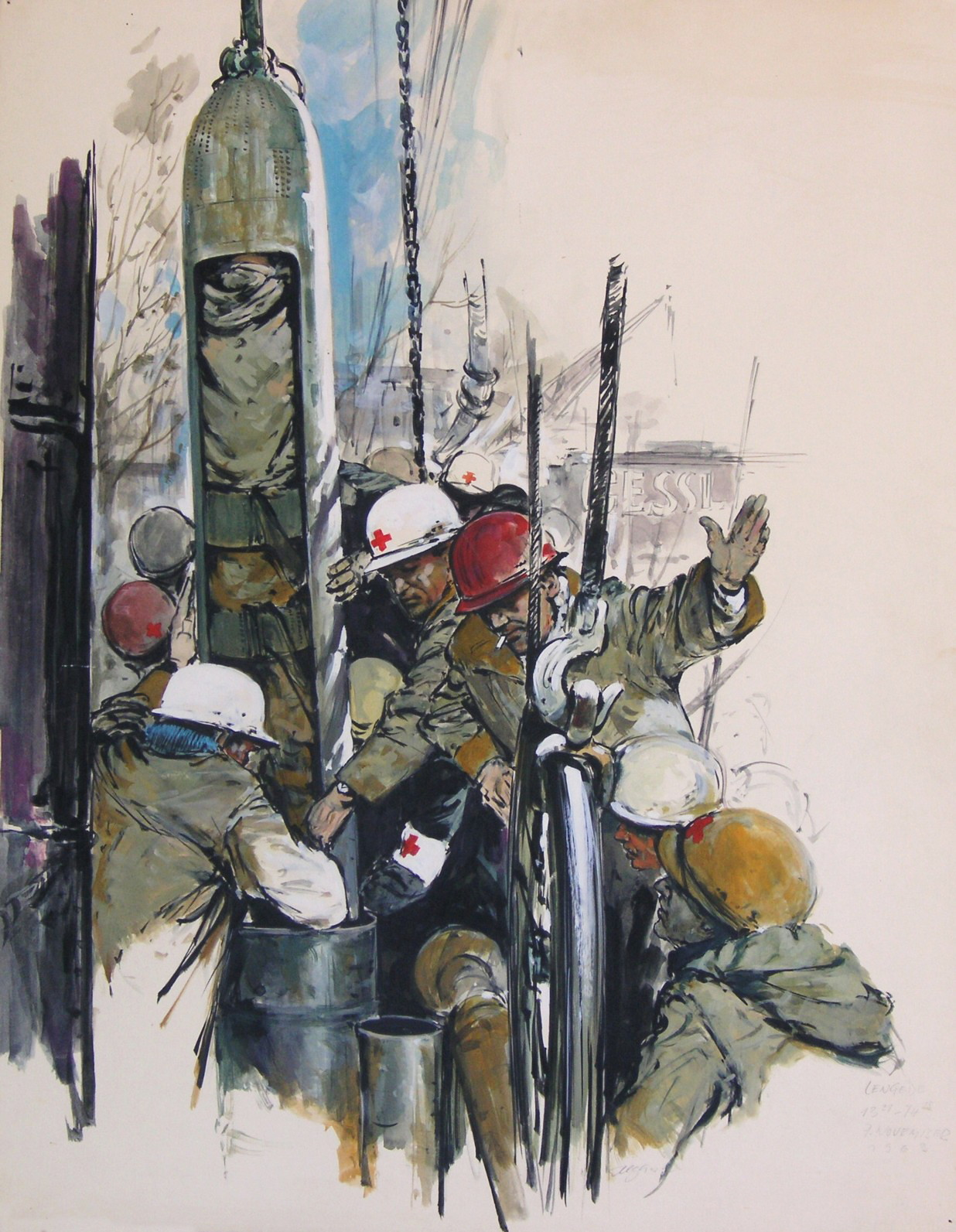
Le Miracle de Lengede, le sauvetage, illustration de Helmuth Ellgaard (1963)

L' accident de la mine de Lengede s'est produit le 24 octobre 1963 dans la commune de Lengede dans la mine de fer de Lengede-Broistedt. Sur les 129 mineurs qui se trouvaient sous terre au moment de l'accident minier, 29 sont décédés.
Le sauvetage de onze mineurs, 2 semaines après l'évènement, est entré dans l'histoire sous le nom de Miracle de Lengede.

## L'accident et les premiers rescapés

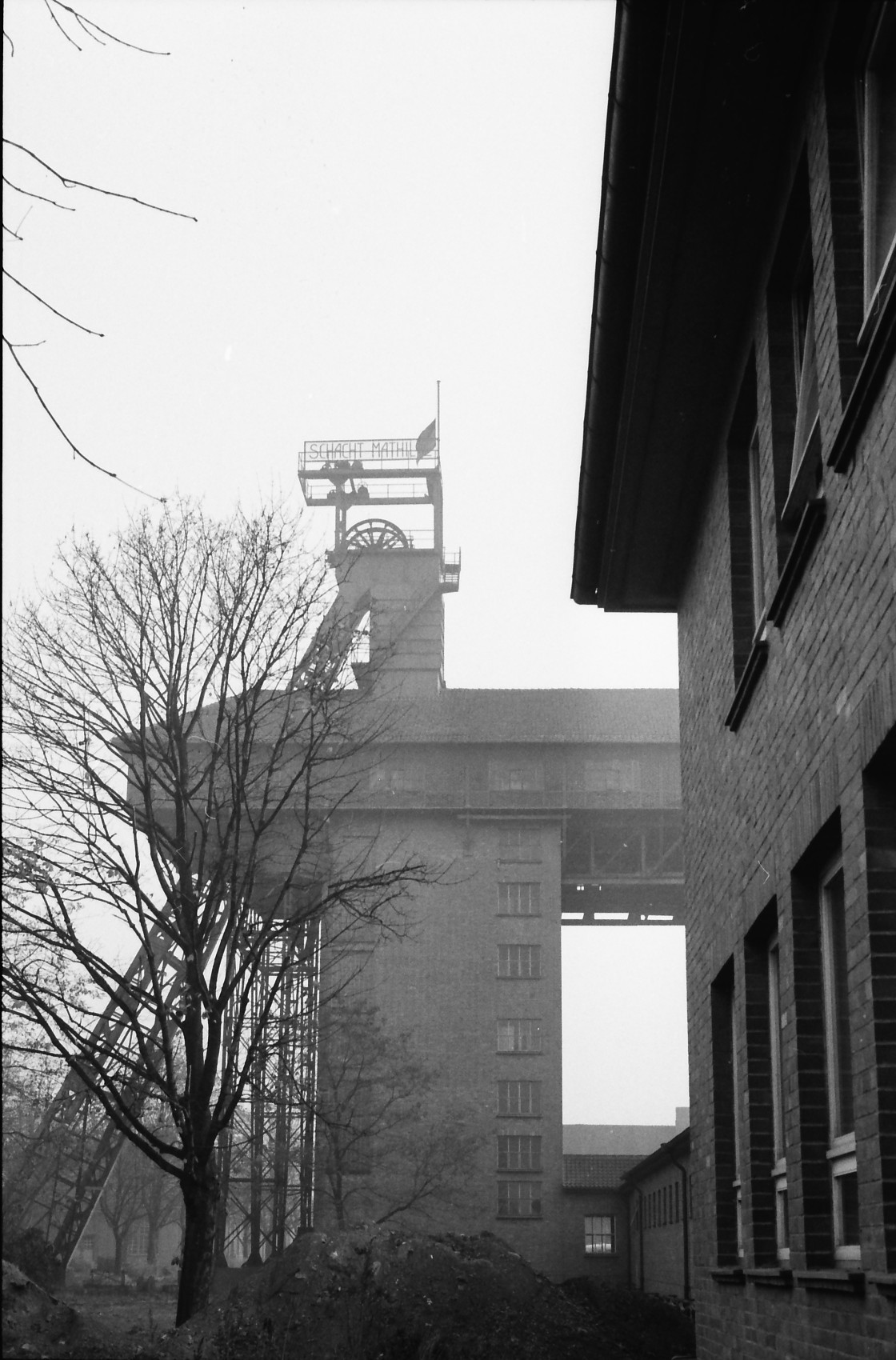
Chevalement du puits "Mathilde" de la mine de fer au moment de l'accident

L'accident s'est produit le jeudi 24 Octobre 1963 vers 20 heures. Le bassin d'épuration 12 de la mine s'effondre et environ 475 000 mètres cubes d'eau et de boue se déversent dans le puits Mathilde. Toute la mine a été inondée entre 100 m et 60 m de fond.
Le bassin de décantation 12 a été aménagé dans une ancienne mine à ciel ouvert. De là, plusieurs tunnels inclinés descendaient dans des galeries souterraines, qui avaient été comblées mais n'étaient pas complètement scellées, avant la mise en service du bassin d'épuration.
Sur les 129 hommes présents, 79 ont pu se sauver dans les premières heures en sortant. Une opération de sauvetage est lancée pour secourir les autres mineurs, pour lesquels il y avait initialement peu d'espoir.

## Sauvetage des onze mineurs
Le vendredi 25 octobre à 9 heures, un premier forage d'exploration est programmé. À 10 h 10, le forage atteint une galerie inclinée où quelques mineurs piégés à 40 m de profondeur se sont réfugiés. La baisse du niveau de l'eau facilite par la suite les opérations.
Déjà le samedi 26 octobre, la direction publie une liste de 39 mineurs déclarés morts à la guérite.
Un service funèbre est dans la salle polyvalente de l'école primaire le 4 novembre.
Quatre mineurs se trouvaient à l'extrémité ouest de la mine à une profondeur de 100 m, à environ 2,4 km du puits principal. Le commandant des opérations de sauvetage espère que l'eau a comprimé l'air de cette zone et créé une poche sous pression, où les mineurs ont pu se réfugier.
Le samedi 26 octobre vers 7 heures du matin, un tunnel est percé jusqu'à 79 m, en direction de cet endroit. Le dimanche vers 17h30, des bruits signalent la présence des mineurs survivants. Lors de la première communication vocale, seuls trois survivants ont répondu. Le nombre de personnes déclarées mortes se monte alors à 40.
Les trois mineurs pris au piège reçoivent de la nourriture, des boissons et des vêtements secs. La santé des hommes est surveillée par des médecins, dont des spécialistes de l'Institut fédéral de recherche sur l'air. Ils remontent à la surface un à un dans une capsule de sauvetage, puis sonplacés dans un caisson de décompression avant d'être conduits à l'hôpital.

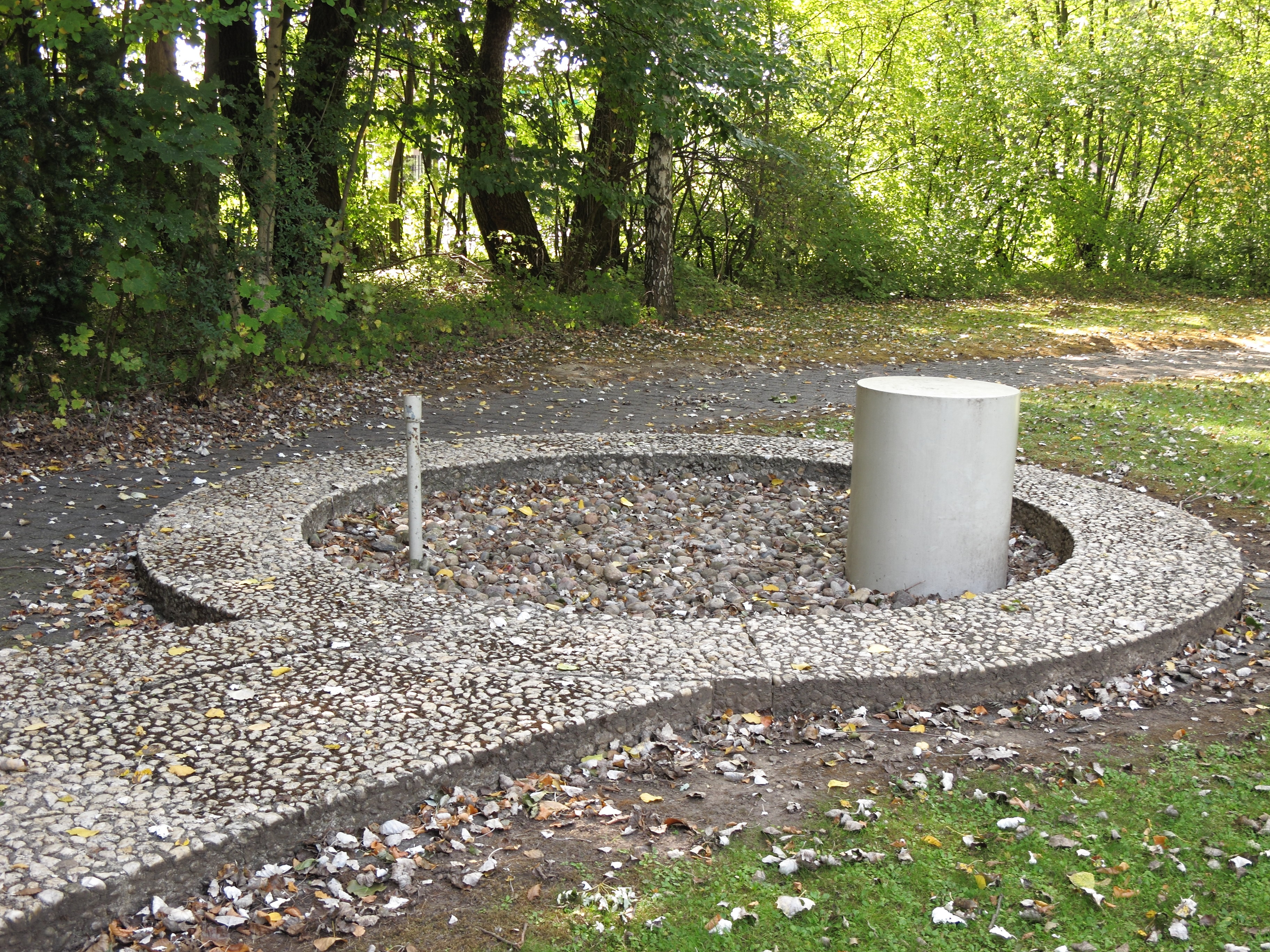
Mémorial de l'accident minier de 1963.

Les mineurs espèrent également trouver des survivants dans le Vieil homme, une zone abandonnée après que le minerai y ait été extrait et dont les galeries ont commencé à s'effondrer. Le soir du 2 novembre, lors d'une inspection à une profondeur de 60 m, niveau de nouveau accessible, les mineurs demandent avec insistance au directeur de la mine de pouvoir percer dans ce champ de fracture pour retrouver des personnes piégées. Le dimanche 3 Novembre, le forage d'exploration commence à 4 heures du matin. A 6h45, on découvre une cavité à 56 m de profondeur. Après 10 à 15 minutes de tapotement constant sur les tiges de forage, les premiers faibles signes de réponse leur parviennent des profondeur, indiquant la présence de survivants.
Des travaux de consolidation sont alors entrepris en parallèle du percement de la galerie de sauvetage pour éviter un effondrement.
Le 7 novembre vers 6 h 07, le forage de sauvetage a percé à l'endroit le plus favorable dans le coin nord-ouest de la grotte, sans chute de pierres majeure. Après avoir préparé la capsule de sauvetage, un grimpeur du service de secours minier est descendu vers les personnes bloquées à 13 h 10. À 13 h 22, le premier des mineurs piégés revoit la lumière du jour. A 14 h 25, l'opération de sauvetage était terminée. Les rescapés sont transportés à l'hôpital pour des soins médicaux.

## Bilan humain
Avec le sauvetage de ces onze hommes dans la grotte du vieil homme, les opérations de sauvetage cessent. Sur les 29 mineurs qui ont perdu la vie dans l'accident, on suppose que 15 hommes se sont noyés le premier jour  et que les autres sont morts dans le vieil homme dans les dix jours précédant la découverte du groupe de survivants.
Au cours des travaux de réhabilitation ultérieurs (pompage de l'eau et nettoyage) de la mine, des cadavres ont été retrouvés. Sur la base de la croissance de la barbe de trois mineurs, il a été déterminé qu'ils avaient survécu jusqu'à 14 jours après l'inondation.

## Enquêtes sur la cause de l'accident
Le procureur en chef de Hildesheim et la police criminelle débutent leur enquête pendant l'opération de sauvetage.e sauvetage. C'est inhabituel, car c'est généralement l'autorité minière compétente qui mène les enquêtes en cas d'accident, le parquet n'ayant pas la même expertise. Cependant, pour éviter tout conflit d'intérêts, l'autorité minière a été dessaisie de l'enquête.
La cause de la catastrophe est l'entrée de boue et d'eau du bassin de décantation dans plusieurs tunnels. Les entrées de ces tunnels avaient été scellées avec des bouchons en béton et des remplissages rocheux, mais l'enquête a démontré qu'ils n'ont pas résisté au temps.
Un rapport d'enquête inédit déclare : "Dans les circonstances décrites, l'exploitation du bassin de clarification représentait dès le départ un risque extrêmement dangereux". Le NDR a cité des documents qui se trouvent dans les archives d'État de Basse-Saxe. Selon cette radio, il y aurait eu des entrées d'eau dans le puits avant l'accident, mais les autorités de tutelle n'en ont pas été informées.

## Traitement médiatique
Le NDR pour la radio et la télévision ainsi que le ZDF ont rapporté l'accident de Lengede. 366 journalistes du monde entier et 83 employés de la radio et de la télévision des deux chaînes de télévision ouest-allemandes étaient sur place. Dans les jours qui ont suivi l'accident, les événements se sont répandus dans le monde entier. Lors du sauvetage  des onze mineurs le 7 novembre une édition spéciale a été diffusée en direct à la télévision.

### Adaptations cinématographiques et documentaires (sélection)
- 1969 : Le Miracle de Lengede. Un jeu documentaire. Fritz Böttger, ZDF.
- 1979 : Le miracle de Lengede ou "Je ne souhaite à personne ce que nous avons traversé". Hans-Dieter Grabe, ZDF.
- 1997 : La catastrophe minière. chronique et mémoire. NDR.
- 2003 : Le drame de Lengede. Un film de Frank Bürgin de la série ARD : Protocole d'une catastrophe . Film documentaire, Allemagne, produit par Zeitlupe GmbH pour le compte de WDR.
- 2003 : "Le Miracle de Lengede" . Long métrage en deux parties. Diffusé sur Sat.1.

### Œuvres de fiction
- Wolfgang Held : Le visage de pierre d'Oedeleck. Conte de jeunesse, 1966. Récit fictif et personnalisé basé sur l'accident de Lengede.

## Reprise de l'extraction du minerai et fermeture de la fosse
Après 1964, la production a repris et la mine est devenue la mine de minerai de fer la plus moderne d'Europe. L'extraction du minerai de fer a été arrêtée le 31 décembre 1977. Le 20 septembre 1979, le chevalement du puits Mathilde est dynamité.

## Mémorial et exposition permanente

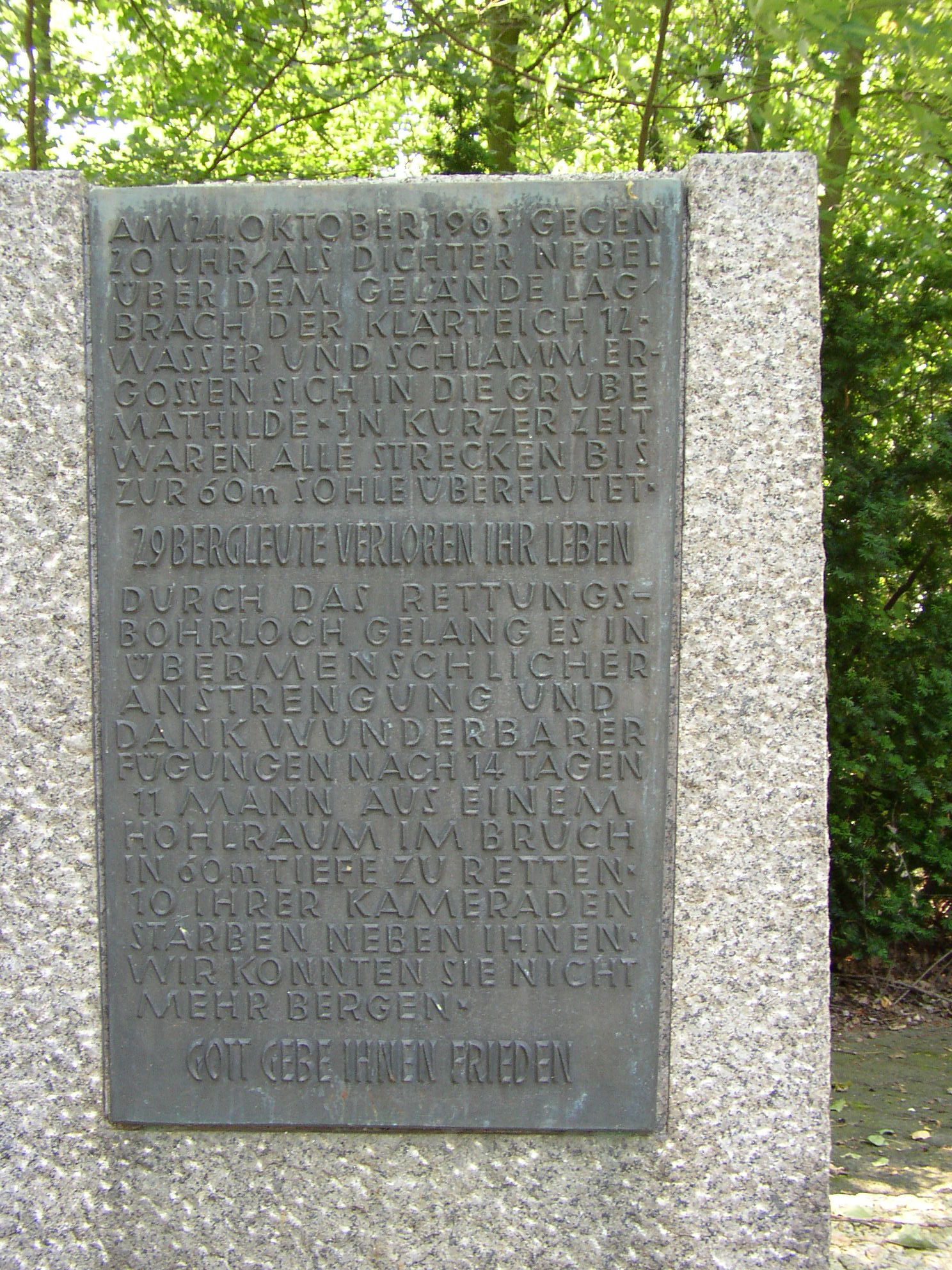
Descriptif de l'accident

le 24 octobre 1964, un an après la catastrophe, un mémorial est érigé sur le site du sauvetage.
Le 26 janvier 1968, un autre accident minier se produit dans le puits Mathilde : une forte explosion tue douze mineurs. A l'entrée du mémorial, une plaque commémore ce second accident minier.